# Liste historischer Schachspieler
In der Liste historischer Schachspieler sind Schachspieler verzeichnet, die herausragende schachliche Leistungen erbracht haben, aber aus verschiedenen Gründen keinen Titel, wie z. B. den Weltmeister- oder Großmeistertitel, erhalten haben. Die meisten der hier aufgeführten Spieler lebten vor Etablierung der Titelvergabe. Spieler werden aufgrund ihrer Präsenz bei bedeutenden Schachturnieren oder der Berichterstattung in einschlägigen Publikationen ausgewählt. Im Zweifelsfall lässt sich deren Bekanntheitsgrad durch Einträge in Schachlexika belegen. Die Liste erhebt keinen Anspruch auf Vollständigkeit.

## Antike und Mittelalter
| Name            | *      | †      | Herkunft |
| al-Adli         | um 820 | um 860 | Arabien  |
| al-Ladschladsch |        | um 970 | Arabien  |
| ar-Razi         | um 825 | um 860 | Arabien  |
| as-Suli         | 880    | 946    | Arabien  |
| Sissa ibn Dahir | um 300 |        | Indien   |

## 15. bis 18. Jahrhundert
| Name                            | *    | †    | Herkunft   |
| ------------------------------- | ---- | ---- | ---------- |
| Paolo Boi                       | 1558 | 1598 | Italien    |
| Pietro Carrera                  | 1573 | 1647 | Italien    |
| Alfonso Ceron                   | 1535 | ?    | Spanien    |
| Giovanni Leonardo da Cutri      | 1552 | 1597 | Italien    |
| Pedro Damiano                   | 1480 | 1544 | Portugal   |
| Gioacchino Greco                | 1600 | 1634 | Italien    |
| Scipone del Grotto              | ?    | 1723 | Italien    |
| Giambattista Lolli              | 1698 | 1769 | Italien    |
| Luis Ramírez Lucena             | 1465 | 1530 | Spanien    |
| Ruy López de Segura             | 1530 | 1580 | Spanien    |
| François-André Danican Philidor | 1726 | 1795 | Frankreich |
| Giulio Cesare Polerio           | 1548 | 1612 | Italien    |
| Domenico Lorenzo Ponziani       | 1719 | 1796 | Italien    |
| Ercole del Rio                  | 1723 | 1802 | Italien    |
| Alessandro Salvio               | 1570 | 1640 | Italien    |
| Marco Severino                  |      |      | Italien    |
| Philipp Stamma                  | 1705 | 1755 | Syrien     |

## 19. Jahrhundert
| Name                                | *    | †    | Herkunft                                    |
| ----------------------------------- | ---- | ---- | ------------------------------------------- |
| Simon Alapin                        | 1856 | 1923 | Russland                                    |
| Adolf Albin                         | 1848 | 1920 | Rumänien                                    |
| Johann Baptist Allgaier             | 1763 | 1823 | Württemberg / Österreich                    |
| Adolf Anderssen                     | 1818 | 1879 | Deutsches Reich                             |
| Curt von Bardeleben                 | 1861 | 1924 | Deutsches Reich                             |
| Paul Rudolf von Bilguer             | 1815 | 1840 | Preußen                                     |
| Henry Edward Bird                   | 1830 | 1908 | Vereinigtes Königreich                      |
| Joseph Henry Blackburne             | 1841 | 1924 | Vereinigtes Königreich                      |
| Ludwig Bledow                       | 1795 | 1846 | Preußen                                     |
| Amos Burn                           | 1848 | 1925 | Vereinigtes Königreich                      |
| Rudolf Charousek                    | 1873 | 1900 | Ungarn                                      |
| John Cochrane                       | 1798 | 1878 | Vereinigtes Königreich                      |
| Cecil De Vere                       | 1845 | 1875 | Vereinigtes Königreich                      |
| Alexandre Deschapelles              | 1780 | 1847 | Frankreich                                  |
| Jean Dufresne                       | 1829 | 1893 | Deutsches Reich                             |
| Berthold Englisch                   | 1851 | 1897 | Österreich-Ungarn                           |
| William Davies Evans                | 1790 | 1872 | Vereinigtes Königreich                      |
| Hugo Fähndrich                      | 1851 | 1930 | Österreich-Ungarn                           |
| Ernst Falkbeer                      | 1819 | 1885 | Österreich-Ungarn                           |
| Vincenz Grimm                       | 1800 | 1872 | Österreich-Ungarn                           |
| Isidor Gunsberg                     | 1854 | 1930 | Vereinigtes Königreich                      |
| Alexander Halprin                   | 1868 | 1921 | Russland / Österreich                       |
| Wilhelm Hanstein                    | 1811 | 1850 | Preußen                                     |
| Tassilo von Heydebrand und der Lasa | 1818 | 1899 | Deutsches Reich                             |
| Daniel Harrwitz                     | 1823 | 1884 | Deutsches Reich                             |
| Bernhard Horwitz                    | 1807 | 1885 | Deutsches Reich / Vereinigtes Königreich    |
| Carl Ferdinand Jänisch              | 1813 | 1872 | Russland                                    |
| Lionel Kieseritzky                  | 1806 | 1853 | Frankreich                                  |
| Ignaz von Kolisch                   | 1837 | 1889 | Österreich-Ungarn                           |
| Louis de La Bourdonnais             | 1795 | 1840 | Frankreich                                  |
| Max Lange                           | 1832 | 1899 | Deutsches Reich                             |
| William Lewis                       | 1787 | 1870 | Vereinigtes Königreich                      |
| Johann Jacob Löwenthal              | 1810 | 1876 | Österreich-Ungarn / Vereinigtes Königreich  |
| Samuel Loyd                         | 1841 | 1911 | Vereinigte Staaten                          |
| Alexander McDonnell                 | 1798 | 1835 | Irland / Vereinigtes Königreich             |
| James Mason                         | 1841 | 1905 | Vereinigte Staaten                          |
| George Henry Mackenzie              | 1837 | 1891 | Vereinigtes Königreich / Vereinigte Staaten |
| Paul Morphy                         | 1837 | 1884 | Vereinigte Staaten                          |
| Louis Paulsen                       | 1833 | 1891 | Deutsches Reich                             |
| Alexander Dmitrijewitsch Petrow     | 1794 | 1867 | Russland                                    |
| Harry Nelson Pillsbury              | 1872 | 1906 | Vereinigte Staaten                          |
| Fritz Riemann                       | 1859 | 1932 | Deutsches Reich                             |
| Jules Arnous de Rivière             | 1830 | 1905 | Frankreich                                  |
| Pierre Saint-Amant                  | 1800 | 1872 | Frankreich                                  |
| Jacob Henry Sarratt                 | 1772 | 1819 | Vereinigtes Königreich                      |
| Howard Staunton                     | 1810 | 1874 | Vereinigtes Königreich                      |
| Emanuel Schiffers                   | 1850 | 1894 | Russland                                    |
| Ilja Schumow                        | 1819 | 1881 | Russland                                    |
| Adolf Schwarz                       | 1836 | 1910 | Österreich-Ungarn                           |
| József Szén                         | 1805 | 1857 | Österreich/Ungarn                           |
| Michail Tschigorin                  | 1850 | 1908 | Russland                                    |
| Elijah Williams                     | 1809 | 1854 | Vereinigtes Königreich                      |
| Szymon Winawer                      | 1838 | 1919 | Polen                                       |
| Marmaduke Wyvill                    | 1814 | 1896 | Vereinigtes Königreich                      |
| Johannes Hermann Zukertort          | 1842 | 1888 | Kongresspolen                               |

## 20. Jahrhundert
| Name                     | *    | †    | Nationalität                        |
| ------------------------ | ---- | ---- | ----------------------------------- |
| Francisco Benkö          | 1910 | 2010 | Deutsches Reich / Argentinien       |
| Ludwig Engels            | 1905 | 1967 | BR Deutschland                      |
| David Janowski           | 1868 | 1927 | Polen                               |
| Klaus Junge              | 1924 | 1945 | Deutsches Reich                     |
| Mir Sultan Khan          | 1905 | 1966 | Indien / Vereinigtes Königreich     |
| Georg Marco              | 1863 | 1923 | Österreich                          |
| Frank Marshall           | 1877 | 1944 | Vereinigte Staaten                  |
| Aaron Nimzowitsch        | 1886 | 1935 | Lettland                            |
| Vladimirs Petrovs        | 1908 | 1943 | Lettland                            |
| Dawid Przepiórka         | 1880 | 1940 | Polen                               |
| Wsewolod Rauser          | 1908 | 1941 | Sowjetunion                         |
| Carl Schlechter          | 1874 | 1918 | Österreich-Ungarn                   |
| Alexei Selesnjow         | 1888 | 1967 | Russland / Sowjetunion / Frankreich |
| Jackson Whipps Showalter | 1860 | 1935 | Vereinigte Staaten                  |
| Siegbert Tarrasch        | 1862 | 1934 | Deutsches Reich                     |
| Richard Teichmann        | 1886 | 1925 | Deutsches Reich                     |
| Eugène Znosko-Borovsky   | 1884 | 1954 | Frankreich                          |
| Alexei Sokolski          | 1908 | 1969 | Sowjetunion                         |
| Siegfried Reginald Wolf  | 1867 | 1951 | Österreich                          |
| Jacob Yuchtman           | 1935 | 1985 | Sowjetunion / Vereinigte Staaten    |